# Luis Narváez
Para el compositor y vihuelista español, véase Luis de Narváez
Luis Manuel Narváez Pitalúa (Barranquilla, 11 de julio de 1984) es un exfutbolista colombiano que se desempeñó como mediocampista.

## Trayectoria

### Unión Magdalena
Hizo su debut profesional en la temporada 2004 de la primera división colombiana con el Unión Magdalena. Se mantuvo con el 'ciclón bananero' hasta 2010.

### Cúcuta Deportivo
Llegá al equipo fronterizo en 2009 cedido desde el Unión Magdalena por pedido del entrenador Jorge Luis Pinto. Juega 32 partidos y convierte 3 goles. Tras desvincularse del Unión Magdalena regresa al Cúcuta Deportivo donde juega el Torneo Apertura 2011.

### Junior de Barranquilla
Narváez, llegó al Junior para el Torneo Finalización de 2011 por recomendación de Jorge Luis Pinto coronándose campeón de la liga 2011 y 2018, también hizo parte del equipo que fue campeón de la Copa Águila en 2015 y 2017. Fue  un jugador rendidor en el conjunto barranquillero, sobresaliendo por su amor a la camiseta, por su carácter y su espíritu combativo.

### Unión Magdalena
En diciembre del año 2019 se hace oficial la incorporación al conjunto samario donde había empezado su carrera deportiva y así ayudar al equipo en el ascenso a primera división.

### Caimanes del Magdalena
En junio del año 2021 llegó al conjunto cienaguero para jugar la primera c del futbol colombiano.

## Estadísticas
| Club                        | Temporada           | Liga  | Liga  | Copa Nacional | Copa Nacional | Copa Internacional | Copa Internacional | Total | Total |
| Club                        | Temporada           | Part. | Goles | Part.         | Goles         | Part.              | Goles              | Part. | Goles |
| --------------------------- | ------------------- | ----- | ----- | ------------- | ------------- | ------------------ | ------------------ | ----- | ----- |
| Unión Magdalena · Colombia  | 2004-08, 2010       | 161   | 8     | -             | -             | -                  | -                  | 161   | 8     |
| Unión Magdalena · Colombia  | 2020                | 21    | 6     | -             | -             | -                  | -                  | 21    | 6     |
| Unión Magdalena · Colombia  | Total               | 182   | 14    | 0             | 0             | 0                  | 0                  | 182   | 14    |
| Cúcuta Deportivo · Colombia | 2009                | 32    | 3     | -             | -             | -                  | -                  | 32    | 3     |
| Cúcuta Deportivo · Colombia | 2011                | 17    | 0     | 4             | 0             | -                  | -                  | 21    | 0     |
| Cúcuta Deportivo · Colombia | Total               | 49    | 3     | 4             | 0             | 0                  | 0                  | 53    | 3     |
| Junior · Colombia           | 2011                | 13    | 0     | 2             | 0             | 0                  | 0                  | 15    | 0     |
| Junior · Colombia           | 2012                | 17    | 0     | 3             | 0             | 2                  | 0                  | 22    | 0     |
| Junior · Colombia           | 2013                | 28    | 1     | 6             | 0             | -                  | -                  | 34    | 1     |
| Junior · Colombia           | 2014                | 38    | 1     | 10            | 0             | -                  | -                  | 48    | 1     |
| Junior · Colombia           | 2015                | 39    | 1     | 7             | 0             | 3                  | 0                  | 49    | 1     |
| Junior · Colombia           | 2016                | 28    | 1     | 6             | 1             | 7                  | 0                  | 41    | 2     |
| Junior · Colombia           | 2017                | 7     | 1     | 2             | 0             | 2                  | 0                  | 11    | 1     |
| Junior · Colombia           | 2018                | 21    | 0     | 2             | 0             | 7                  | 0                  | 30    | 0     |
| Junior · Colombia           | 2019                | 38    | 9     | 4             | 0             | 6                  | 0                  | 48    | 9     |
| Junior · Colombia           | Total               | 229   | 14    | 42            | 1             | 27                 | 0                  | 298   | 15    |
| Total en su carrera         | Total en su carrera | 460   | 31    | 46            | 1             | 27                 | 0                  | 533   | 32    |

## Palmarés

### Campeonatos nacionales
| Título                | Club   | País     | Año  |
| --------------------- | ------ | -------- | ---- |
| Torneo Finalización   | Junior | Colombia | 2011 |
| Copa Colombia         | Junior | Colombia | 2015 |
| Copa Colombia         | Junior | Colombia | 2017 |
| Torneo Finalización   | Junior | Colombia | 2018 |
| Superliga de Colombia | Junior | Colombia | 2019 |
| Torneo Apertura       | Junior | Colombia | 2019 |

### Distinciones individuales
| Distinción                    | País     | Año  |
| ----------------------------- | -------- | ---- |
| 11 ideal del Liga I - DIMAYOR | Colombia | 2019 |